# Veda Slovena

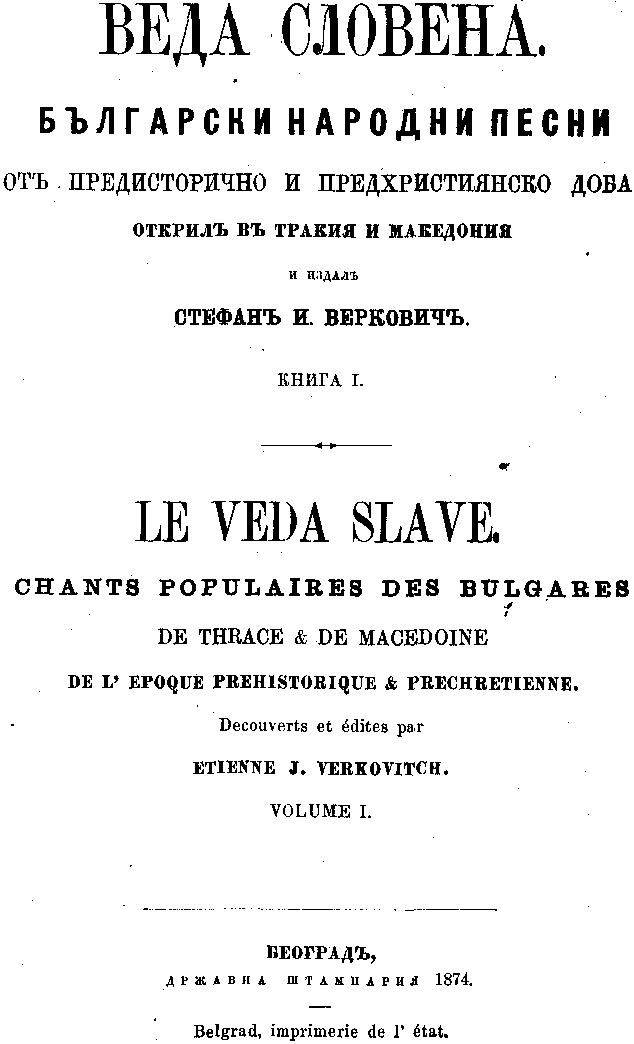
Strona tytułowa pierwszego tomu Veda Slovena

Veda Slovena – zbiór rzekomych starożytnych południowosłowiańskich pieśni epickich, zebranych jakoby pośród zamieszkujących na pograniczu macedońsko-bułgarskim Pomaków i wydany w 1874 i 1881 roku przez Stefana Verkovicia, mający dowodzić zamierzchłej historii Słowian.
Wydawcą Vedy Sloveny był Stefan Verković (1821–1893), bośniacki Serb pochodzący z Ugljary, zajmujący się amatorsko kolekcjonowaniem pieśni ludowych, autor wydanego w 1860 roku zbioru Narodne pesme makedonski Bugara. Verković głosił teorię, zgodnie z którą Słowianie bałkańscy mogą poszczycić się znacznie dłuższą niż starożytna Grecja historią, zaś Aleksander Wielki i Filip II byli Słowianami. Twierdził, że ślady chwalebnej przeszłości słowiańskiej przetrwały w ustnej twórczości ludowej i poświęcił wiele lat na ich poszukiwanie. Wśród informatorów terenowych Verkovicia znalazł się wiejski nauczyciel Ivan Gologanov (1839–1895), który w zamian za sowite wynagrodzenie finansowe podsyłał mu listownie zebrane jakoby wśród ludu pieśni z epoki „prehistorycznej i przedchrześcijańskiej”, pokrywające się treściowo z poglądami historycznymi Verkovicia. Otrzymany od Gologanova materiał, liczący w sumie ponad 300 tysięcy wersów, Verković ogłosił drukiem w dwóch tomach. Tom pierwszy pod tytułem Pesme Slovena Rodopa planine iz predistorične dobe w wersji serbskiej z jednoczesnym przekładem na język francuski ukazał się w Belgradzie w 1874 roku i składa się nań 15 pieśni o tematyce mityczno-bohaterskiej. Tom drugi, który ukazał się w 1881 roku w Petersburgu, zawiera 21 pieśni obrzędowych związanych z domniemanym kalendarzem słowiańskim. W pieśniach tych pojawiają się imiona rzekomych słowiańskich bóstw takich jak Vitna, Koleda, Vodna, Rosna czy Snigna, przemieszane z imionami bóstw hinduskich: Wisznu i Śiwą, a także rzekomi władcy słowiańscy typu Sada, Sindze, Talatina, Brahil, Brava, Sit czy uważany przez Verkovicia za Słowianina mityczny Orfeusz.
Publikacja Vedy Sloveny wywołała ożywienie w środowisku slawistycznym, rozpętując debatę na temat jej autentyczności. Czołowi badacze ówczesnych czasów, tacy jak Josef Jireček, Vatroslav Jagić, Louis Leger czy Aleksandr Pypin, jednoznacznie uznali ją za mistyfikację i uważali, że naiwny Verković został wykorzystany przez Gologanova. Sam Verković początkowo odrzucał zarzuty, twierdząc że za próbą dyskredytacji jego epokowego odkrycia stoją wymierzone w prawosławnych Bułgarów machinacje Kościoła katolickiego, protestantów i Cerkwi greckiej. W obronie autentyczności Vedy Sloveny wspierali go m.in. Auguste Dozon i Aleksander Chodźko. Gologanov pomimo ponawianych próśb nie potrafił jednak wskazać żadnego z rzekomych ludowych pieśniarzy, od których miał pozyskać zebrane przez siebie utwory, odmawiał także osobistego spotkania się z wydawcą. Ostatecznie Verković uznał się za oszukanego i zrezygnował z publikacji dalszego materiału. W 1903 roku na łamach Archiv für slavische Philologie ukazał się krytyczny artykuł bułgarskiego historyka Iwana Szismanowa z podsumowaniem dotychczasowego stanu badań nad Vedą Sloveną i podający dowody na jej nieautentyczność.
Veda Slovena wskazywana jest jako typowy wytwór piśmiennictwa ideologicznego związanego z okresem przebudzenia narodowego, analogiczny np. do czeskich rękopisów królowodworskiego i zielonogórskiego.